# Hr.Ms. Holland (1953)
Hr.Ms. Holland, później BAP Garcia y Garcia – holenderski niszczyciel z okresu zimnej wojny, główny okręt typu 47A, określanego od niego typem Holland. Zbudowany w Holandii, zwodowany w 1953 roku, służył w marynarce holenderskiej (Koninklijke Marine) pod nazwą „Holland” od 1954 do 1977 roku (numer burtowy D808), a następnie do 1986 roku w marynarce Peru pod nazwą „Garcia y Garcia” (numer burtowy 75).
Wyporność pełna okrętu wynosiła 2765 ton. Główne uzbrojenie stanowiły cztery kierowane radarem działa uniwersalne kalibru 120 mm, a do zwalczania okrętów podwodnych służyły wyrzutnie rakietowych bomb głębinowych kalibru 375 mm. Napędzały go turbiny parowe, pozwalające na osiąganie prędkości ponad 32 węzły.

## Projekt i budowa

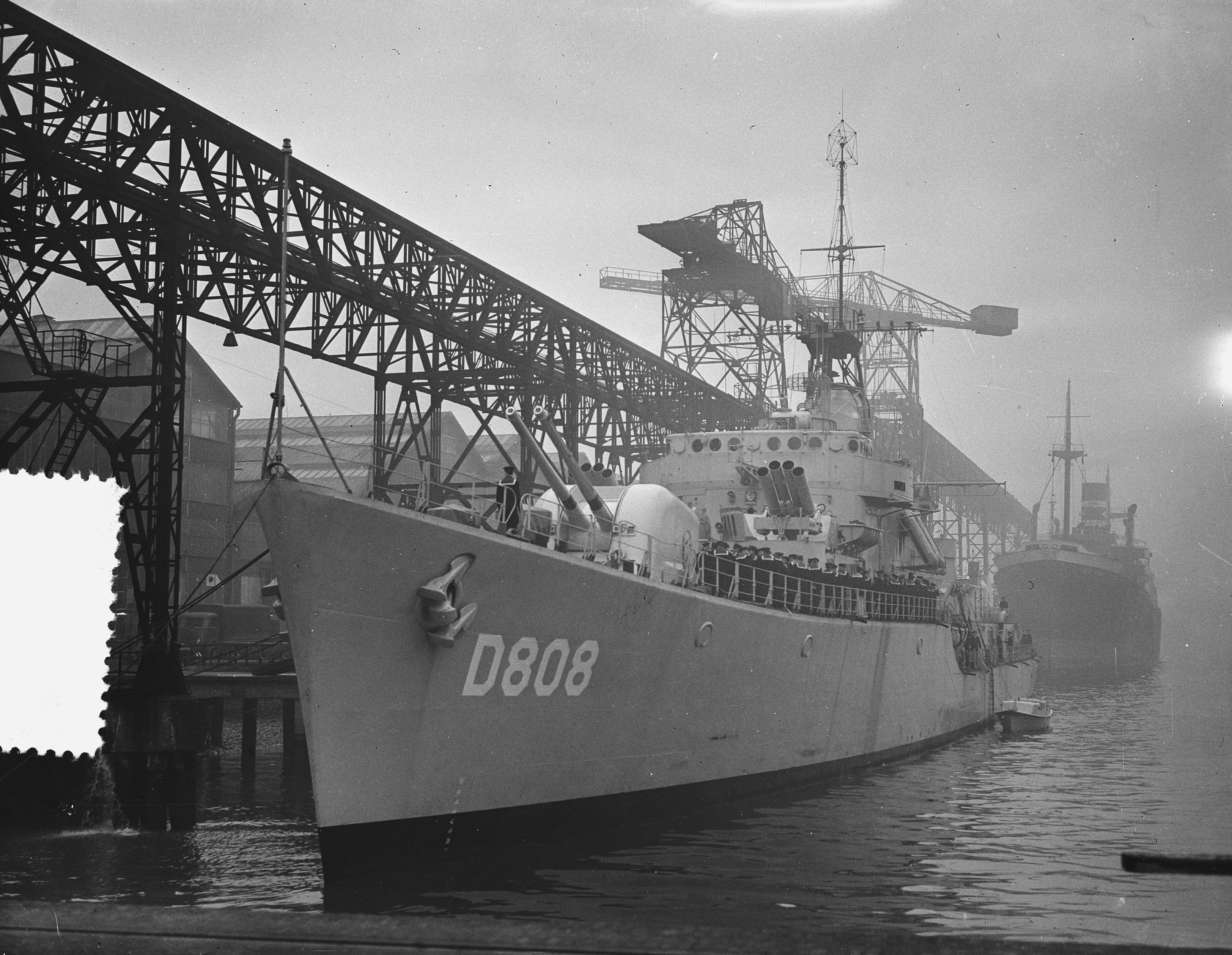
„Holland” podczas ceremonii wcielenia do służby

Cztery niszczyciele typu 47A, określanego od pierwszego okrętu jako typ Holland, były pierwszymi nowymi niszczycielami zbudowanymi dla holenderskiej marynarki wojennej po II wojnie światowej. Klasyfikowane były oficjalnie jako „niszczyciele okrętów podwodnych” (onderzeebootjagers). Zostały zaprojektowane w Holandii, a ich budowa została zaaprobowana przez rząd 27 grudnia 1948 roku. Były one przede wszystkim przeznaczone do osłony grup okrętów i konwojów przeciw atakom okrętów podwodnych oraz lotnictwa, dlatego główne uzbrojenie stanowiły cztery uniwersalne armaty kalibru 120 mm oraz miotacze rakietowych bomb głębinowych, oba systemy uzbrojenia konstrukcji szwedzkiego Boforsa. Okręty te natomiast nie otrzymały w ogóle wyrzutni torped, jako pierwsze niszczyciele we flotach państw europejskich. Ich słabszą stroną było jednak lekkie uzbrojenie przeciwlotnicze bliskiego zasięgu, składające się tylko z jednej armaty kalibru 40 mm, z ograniczonym polem ostrzału. Na dwóch okrętach wykorzystano do napędu turbiny parowe wyprodukowane w Holandii jeszcze przed wojną dla dwóch niezbudowanych niszczycieli typu Gerard Callenburgh, a dla dwóch pozostałych zamówiono turbiny w Niemczech. Na okrętach zastosowano krajowej konstrukcji wyposażenie elektroniczne – radary i sonary.
Stępkę pod budowę pierwszego okrętu „Holland” położono 21 kwietnia 1950 roku w stoczni Rotterdamsche Droogdok Maatschappij w Rotterdamie (RDM), pod numerem budowy 266. Otrzymał on nazwę historycznej krainy Niderlandów: Holandii, stanowiącej część nazwy dwóch prowincji kraju (Holandia Północna i Holandia Południowa). Wodowano go 11 kwietnia 1953 roku. 2 marca 1954 roku okręt wypłynął w sześciotygodniowy próbny rejs, najpierw do Szkocji w celu prób prędkości, gdzie 8 marca na mili pomiarowej koło wyspy Arran rozwinął prędkość ponad 40 węzłów. Dalej okręt odwiedził Dakar i Casablankę, między innymi dla testów zachowania się w morzu i wentylacji w ciepłym klimacie, po czym wrócił do stoczni. Okręt został następnie wcielony do służby 30 grudnia 1954 roku (według niektórych źródeł, 31 grudnia 1954 roku). Otrzymał numer burtowy w systemie NATO: D808 i radiowy znak wywoławczy: PAOP.

## Opis techniczny

### Konstrukcja

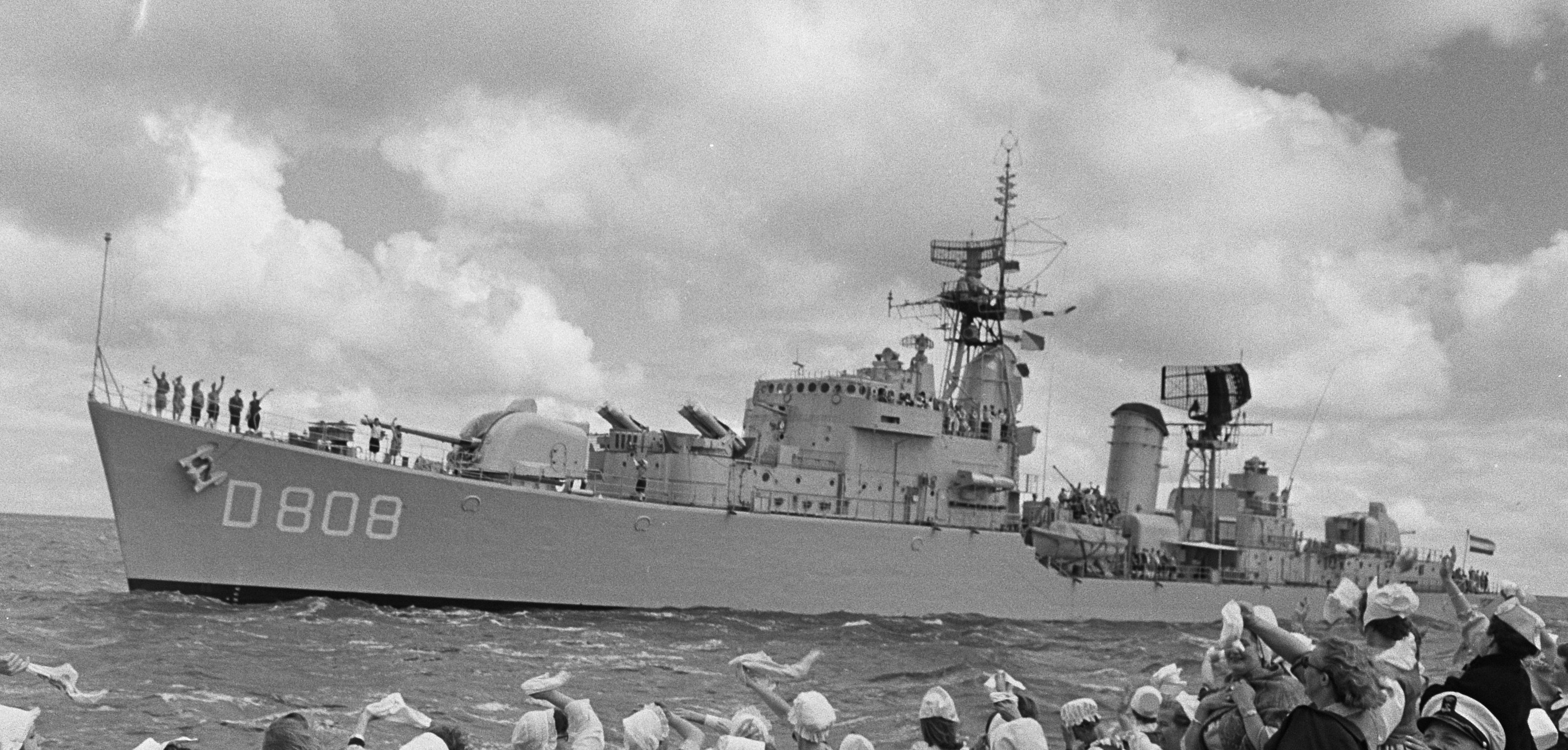
„Holland” w 1967 roku

Wyporność standardowa okrętów typu Holland wynosiła 2215 długich ton (ts), a pełna 2765 ts. Długość całkowita wynosiła 113,1 m, a między pionami 109,9 m. Szerokość wynosiła w przybliżeniu 11,4 m. Zanurzenie wynosiło 3,88 m, a maksymalnie 5,1 m. Załoga liczyła 247 osób.
Napęd stanowiły dwie turbiny parowe Werkspoor-Parsons z przekładniami, o mocy łącznej 45 000 shp, napędzające dwie śruby o stałym skoku. Parę dostarczały cztery kotły parowe Babcock. Prędkość maksymalna była określona na 32 węzły, lecz w praktyce była większa – na próbach „Hollanda” osiągnięto prędkość 40,3 węzła, aczkolwiek w stanie lekkim, bez zamontowanej części wyposażenia. Zasięg wynosił 4000 mil morskich przy prędkości 18 węzłów.

### Uzbrojenie

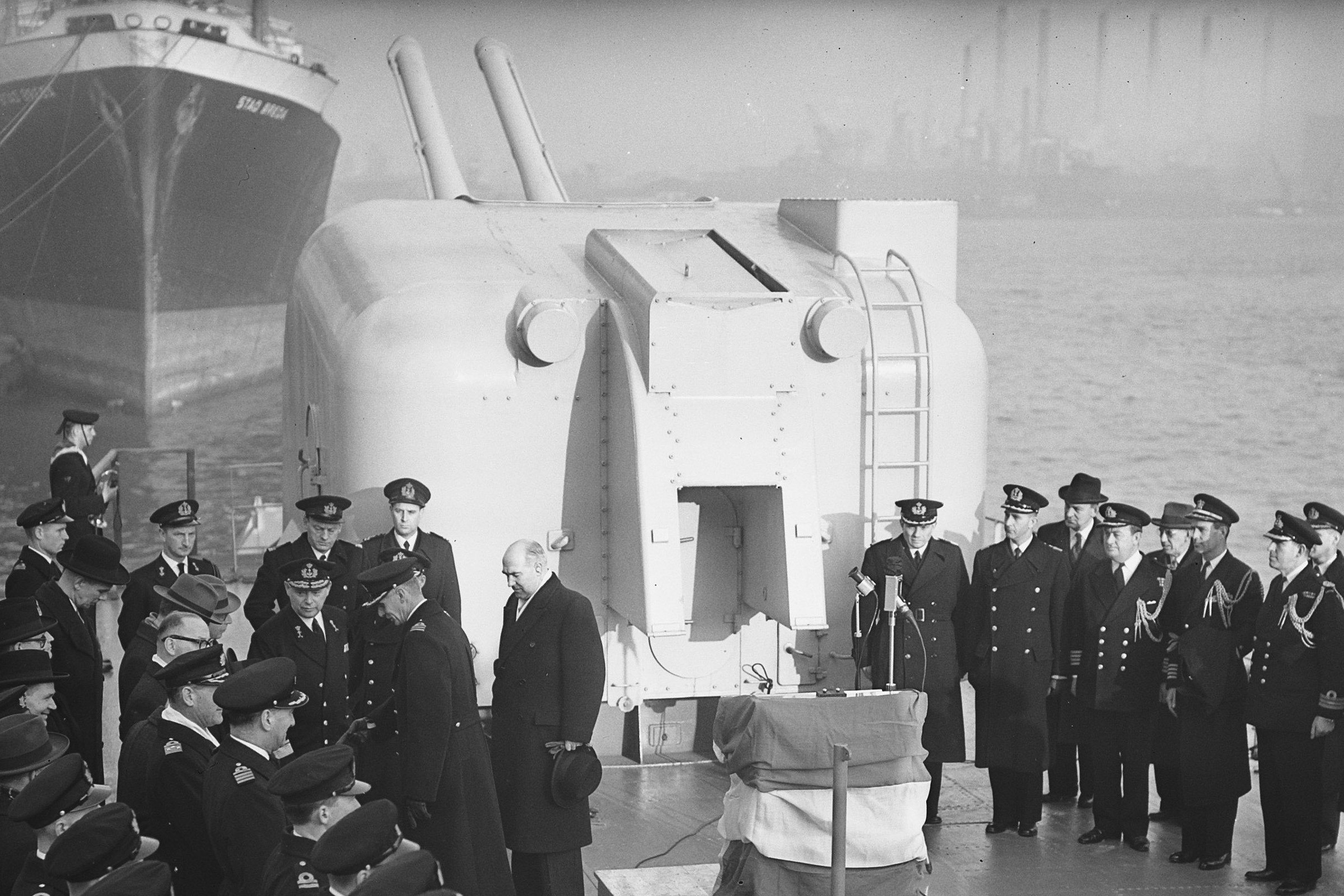
Rufowa wieża dział podczas ceremonii wcielenia do służby

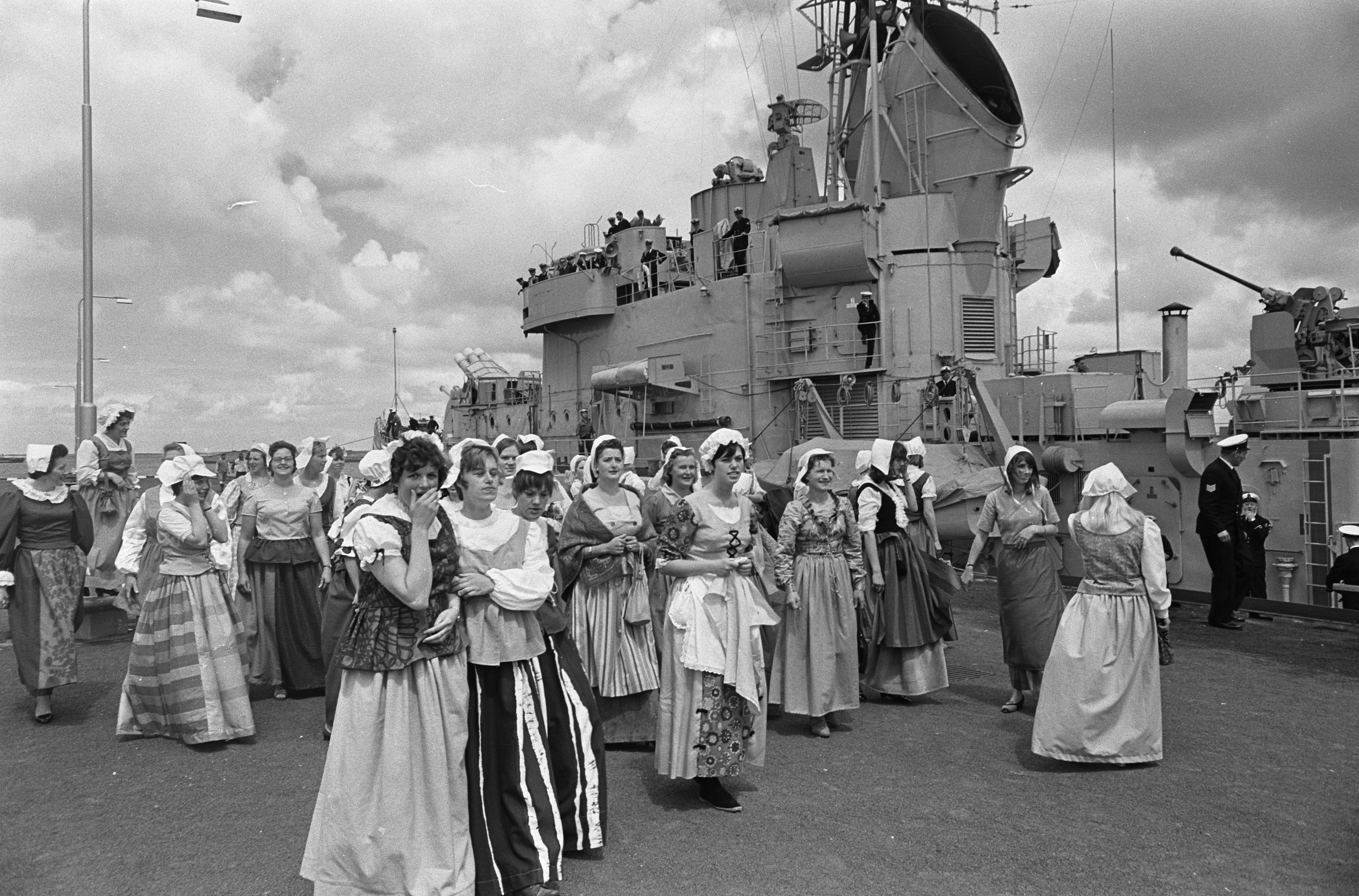
„Holland” w 1967 roku w Rotterdamie – widoczna nadbudówka i armata przeciwlotnicza

Uzbrojenie główne niszczycieli typu Holland stanowiły cztery armaty uniwersalne Bofors Mk 10 kalibru 120 mm, w dwóch dwudziałowych wieżach na pokładzie dziobowym i pokładzie nadbudówki rufowej. Armaty były automatyczne i ich ogień kierowany był radarem. Kąt podniesienia luf sięgał od -10° do +85°. Szybkostrzelność wynosiła od 12 do maksymalnie 42, lub według innych źródeł 45 strzałów/min. Strzelały pociskami o masie 23 kg; masa naboju scalonego wynosiła 42 kg. Maksymalna donośność pozioma wynosiła 21 500 m, a pułap 12 500 m. Zapas amunicji wynosił po 720 nabojów na magazyn.
Uzbrojenie przeciwlotnicze uzupełniała pojedyncza armata automatyczna Bofors Mk 6 kalibru 40 mm o długości lufy L/70 (70 kalibrów) umieszczona na śródokręciu między kominami. Jej szybkostrzelność wynosiła do 240 strzałów/min, donośność maksymalna 10 500 m, a skuteczna 4500 m.
Główną broń przeciw okrętom podwodnym stanowiły dwie czterolufowe wyrzutnie Bofors Mk 1 dla rakietowych bomb głębinowych kalibru 375 mm na pokładzie nadbudówki dziobowej, produkowane na licencji w Holandii przez Wilton-Fijenoord . Miały one zasięg od 520 do 820 m (według innych źródeł, od 1400 do 2230 m) i strzelały pociskami o masie do 230 kg, w tym ok. 100 kg materiału wybuchowego. Pociski odpalane były co sekundę. Wyrzutnie ładowane były półautomatycznie kolejnymi ośmioma bombami znajdującymi się na podajniku poniżej, przeładowanie zajmowało czas trzech sekund. Uzupełniały je dwie zrzutnie na sześć bomb głębinowych na rufie (w późniejszym okresie jedna była demontowana). Używane były na nich brytyjskie bomby głębinowe Mk X.

### Wyposażenie
Okręty typu 47A otrzymały bogaty zestaw stacji radiolokacyjnych holenderskiej konstrukcji Hollandse Signaalapparaten B.V. oraz również holenderskie sonary Van der Heem. Radary LW-02 i DA-01 zamontowano jednak dopiero w latach 1957–1958. Środki obserwacji technicznej i kierowania ogniem stanowiły:
- radar LW-02 dozoru powietrznego – za drugim kominem[5]
- radar DA-01 śledzenia celów powietrznych – na maszcie dziobowym[5]
- radar ZW-01 dozoru nawodnego i wykrywania celów niskolecących – na dachu pomostu bojowego[5]
- radar M45 kierowania ogniem artylerii – na dachu nadbudówki przed masztem[13]
- sonar typu 162 do wykrywania celów (według innych źródeł, CWE-10)[f]
- sonar typu 170B do wypracowywania danych do ataku (według innych źródeł, PAE-1N)[f]
- dalocelownik z dalmierzem optycznym na dachu pomostu bojowego[13].

Niektóre źródła wykazują dla „Hollanda” po sprzedaży do Peru nowsze radary LW-03 i DA-02

## Służba

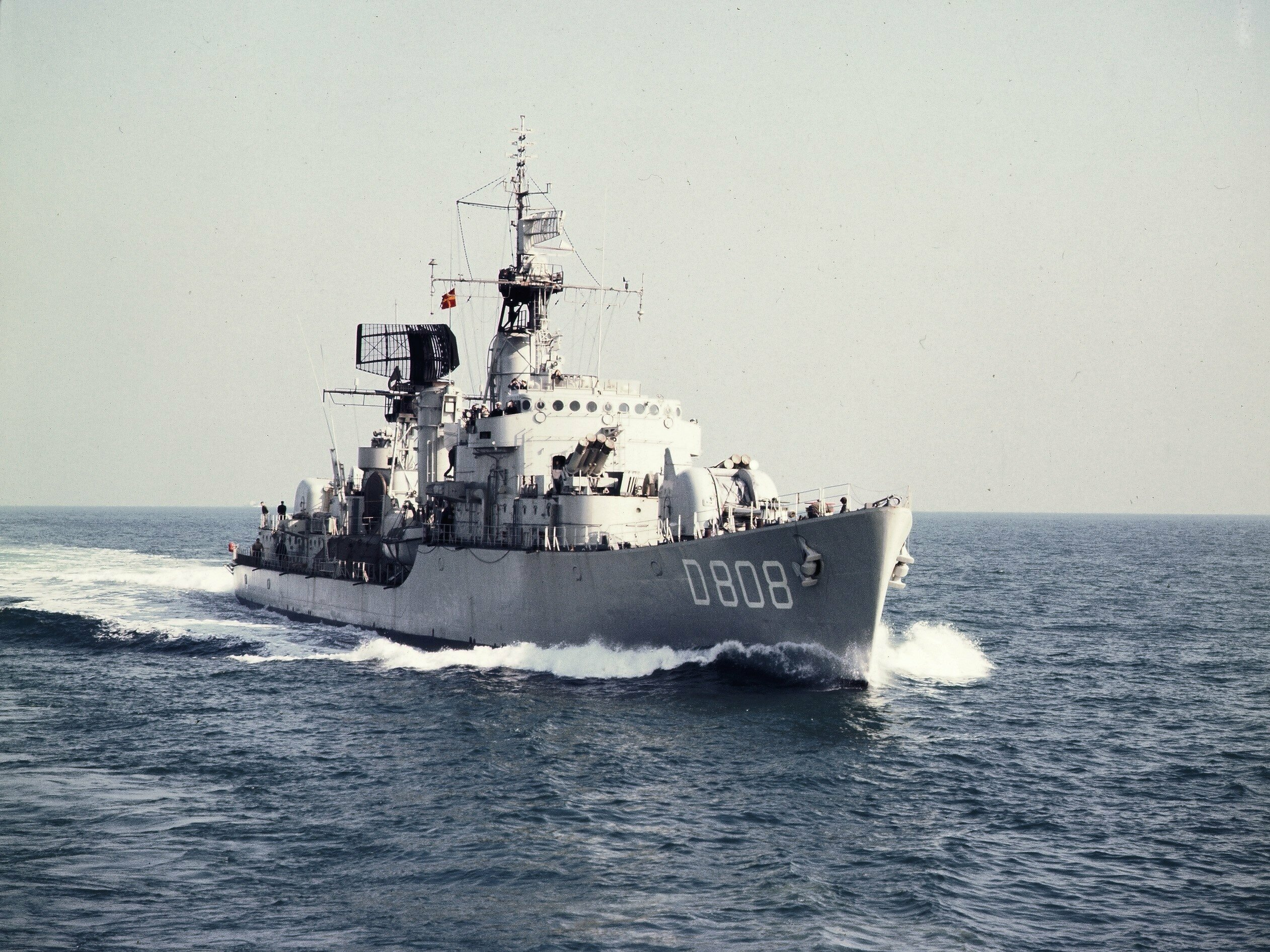
„Holland” na pełnym morzu

Niszczyciel Hr.Ms. „Holland”, podobnie jak inne okręty typu Holland, nie miał epizodów bojowych podczas służby, a znaczną część służby spędził wycofany do rezerwy z uwagi na oszczędności i wcielenie w tym czasie do Koninklijke Marine wielu nowych okrętów. Między 12 lutego a majem 1955 roku odbył dziewiczy rejs wokół Afryki, przez Kanał Sueski, odwiedzając m.in. Kapsztad. Wkrótce po powrocie, w połowie roku został zakonserwowany i odstawiony na siedem lat do rezerwy, powracając do czynnej służby dopiero w połowie 1962 roku.
W 1965 roku „Holland” miał kolizję z duńskim statkiem „Mayumba”, w odległości 3 mil morskich na północny wschód od latarniowca Texel, ale bez większych następstw. W styczniu 1968 roku został włączony do pierwszego składu nowo utworzonego międzynarodowego stałego dywizjonu atlantyckiego NATO STANAVFORLANT (Standing Naval Force Atlantic). W 1969 roku „Holland” w składzie zespołu holenderskiego wziął udział w rewii morskiej NATO na redzie Spithead. Brał udział także w manewrach i ćwiczeniach NATO, w tym Razor Sharp w 1969 i Safe Pass w 1974 roku. Według niektórych publikacji, w lipcu 1976 roku „Holland” wchodził w skład zespołu holenderskiego z fregatą rakietową „Tromp”, który złożył wizytę w Nowym Jorku, biorąc udział w uroczystościach związanych z 200-leciem Stanów Zjednoczonych 4 lipca i paradzie na rzece Hudson.
9 listopada 1977 roku „Holland” został wycofany ze służby holenderskiej, jako przedostatni okręt swojego typu. Następnie 2 stycznia 1978 roku został sprzedany do Peru, jako pierwszy z grupy ośmiu holenderskich niszczycieli typów 47A i 47B, a 20 stycznia został wcielony do służby w marynarce Peru pod nazwą BAP „Garcia y Garcia”. Transfer miał miejsce 24 lutego 1978 roku. W Peru nosił numer burtowy DD 75, zapisywany na burcie samą liczbą (według innych publikacji, DM 75). Został wycofany ze służby już w sierpniu 1985 roku, po czym jeszcze przez kilka lat pełnił rolę rezerwuaru części zamiennych dla peruwiańskich niszczycieli typu 47B (Friesland).